# 外リンパ瘻
 外リンパ瘻 （がいりんぱろう、英: Perilymph fistula）とは、様々なタイプの難聴・耳鳴り・めまいを症状とする内耳疾患である。
難聴の経過は、突発性、急性、進行性、変動性、再発性など様々である。めまいの場合には、フラフラ感、くらくら感などのはっきりしないめまい感を呈することが多い。様々な難治性めまい、平衡障害と診断されていることがある。
内耳窓破裂症ということもある。

## 概要
外リンパ瘻の発症の要因には様々なものがあり、4つのカテゴリーに分類されている。
1. 外傷、中耳・内耳疾患（真珠腫、腫瘍、奇形、半規管裂隙など）、中耳や内耳の手術など。
2. 外因性の圧外傷、すなわち、爆風、ダイビング、飛行機搭乗など。
3. 内因性の誘因、すなわち、はなかみ、くしゃみ、重量物運搬、力みなど。
4. 明らかな原因、誘因がないもの。(イディオペイシック)

鼓室、脳脊髄液圧の変化により内耳窓を介して鼓室と内耳の間に大きな圧差が生じ、内耳窓（前庭窓ないし蝸牛窓）など生じた瘻孔から、外リンパ液（髄液）が内耳から鼓室腔へ漏出し、聴覚・平衡障害を生じる疾患である。つまり、平衡感覚や聴覚をつかさどっている内耳の状態が不安定になったため、めまいや聞こえ難聴などの症状が起きるのである。

## 起因

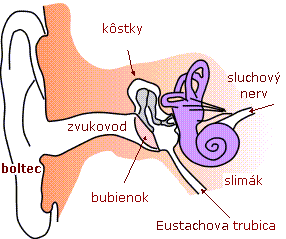
耳の概要図 紫色に着色された部分が内耳であり、内耳と鼓膜（図ではbubienokと記されている）の間が鼓室である。

内耳、特に鼓膜と内耳をつなぐ耳小骨が接続する付近＝前庭窓や、蝸牛窓に瘻孔が生じ、鼓膜と内耳間の圧力の差で外リンパ液・髄液が移動する。その際に音を感覚する有毛細胞や平衡感覚を感覚する有毛細胞が刺激され、各症状をもたらす。
代表的な外リンパ瘻のきっかけには下記のようなものがある。
1. 強く鼻をかんだとき耳がつーんとした。
2. くしゃみをしたときに口を手でおさえたら、耳に響いた。
3. 耳かきをしていたら子どもがぶつかって鼓膜にあたってしまった。
4. 頭部外傷や全身打撲をおったあと、めまいや難聴が続く。
5. 潜水、ダイビングや飛行機などで耳に強い圧力がかかった。
6. 以前耳の手術を受けたが、その後調子が悪い。

## 症状
難聴の経過は、突発性、急性、進行性、変動性、再発性など様々である。めまいの場合には、フラフラ感、くらくら感などのはっきりしないめまい感を呈することが多い。様々な難治性めまい、平衡障害と診断されていることがある。比較的長時間（数時間 - 数日）続くことが多い。高度難聴が数日かけて生じることもある。水の流れるような耳鳴、水の流れる感じのある場合あるいは、pop音（何かがはじけるような音）という症状は有名だがその頻度はあまり高くない。上記の発症のきっかけの後で耳閉感、難聴、耳鳴、めまい、平衡障害などが生じることが多い。
患側の耳を下側にした時、頭位変換により眼振の強化が認められることが多い。

## 診断
先ず、上記の4つのカテゴリーに記載された発症のきっかけがあるかどうかを判断する。しかし、そのようなきっかけが明らかではない患者（カテゴリー４）もあることに注意が必要である。。
本疾患に固有の診断方法として以下の２つが挙げられている。
1. 顕微鏡、内視鏡などにより中耳と内耳の間に瘻孔を確認できたもの。 瘻孔は蝸牛窓、前庭窓、骨折部、microfissure、奇形、炎症などによる骨迷路破壊部などに生じる。
2. 中耳から診断マーカーである Cochlin-tomoprotein(CTP)が検出できたもの。

水が流れるような音の耳鳴、耳内に水の流れる感じのある場合あるいは、pop音（何かがはじけるような音）の後の発症では本症の可能性が高くなる。

## 疫学
本症の発生率は不明である。同じめまい・難聴と伴う内耳疾患であるメニエール病や突発性難聴に比べありふれていると思われるが、受診しなかったり、メニエール病や突発性難聴、進行性難聴、原因不明の難治性めまいと誤診されているケースが多いと思われる。

## 治療
頭を高く持ち上げた状態で数日の安静を保つことで多くは自然回復する。症状が改善しない場合は手術を行う。手術は試験的鼓室開放術を行い、瘻孔を確認した後に、瘻孔を軟骨膜で閉鎖する。手術によって多くは回復する。ただし、数ヶ月治療を行わずに聴力の低下が固定した場合は聴力が回復しない事もある。